# Sud-Ouest (Weinbaugebiet)

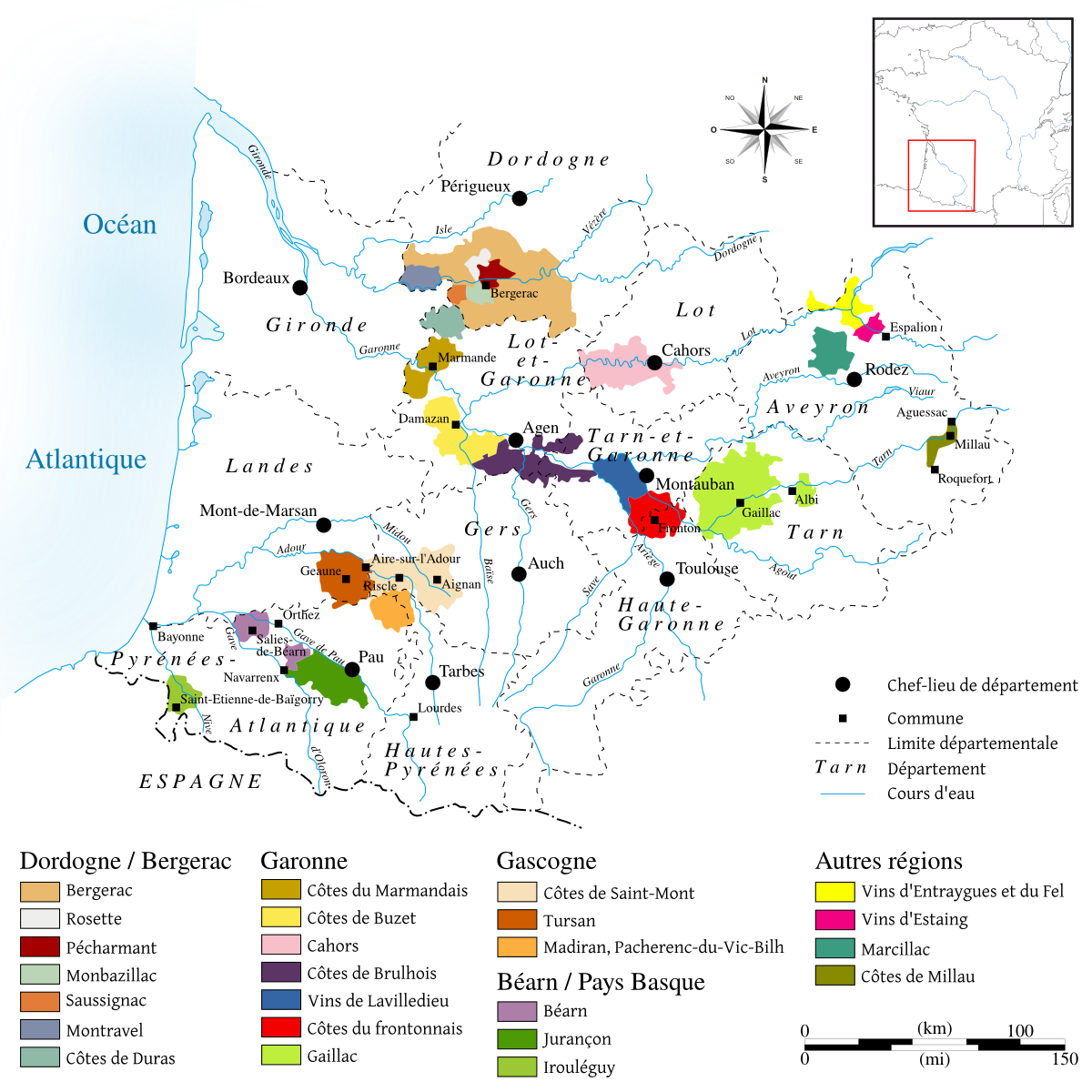
Die Weinanbauregion Sud-Ouest

Die Weinbauregion Sud-Ouest fasst die Anbaugebiete Südwestfrankreichs mit Ausnahme von Bordeaux zusammen. Administrativ handelt es sich um die ehemaligen Regionen Midi-Pyrénées und Aquitanien, geographisch ist es der Einzugsbereich der Flüsse Dordogne, Garonne und Adour. Aus der Sicht von Bordeaux handelt es sich damit um das "Oberland" (Haut pays). Die Anbaugebiete umfassen zusammengenommen 14.700 ha mit einer jährlichen Produktion von 650.000 Hektolitern Qualitätswein (AOC).

## Weinbaugebiete

### Aveyron
Im vergleichsweise rauen Klima des Zentralmassivs hat sich der Weinbau nur in besonders begünstigten Südlagen behaupten können. Mit knapp 160 ha Rebfläche ist Marcillac das einzige AOC-Gebiet im Département Aveyron. Es bringt fruchtige Rotweine auf Basis des dort als Mansoi bezeichneten Fer Servadou hervor. Noch kleiner sind die VDQS-Gebiete der Côtes de Millau (47 ha; Rotwein), Vins d’Entraygues et du Fel (21 ha; Rot und Weiß) und Vins d’Estaing (14 ha; Rot und Weiß).

### Bergerac
Die Weinberge des Bergerac liegen im Périgord und grenzen an die von Bordeaux. Die allgemeine Appellation Bergerac umfasst das ganze Gebiet von ca. 90 Gemeinden, auf dem auf 6876 ha Rotwein und Roséwein sowie auf 2960 ha Weißwein hergestellt wird. Weine, die höheren Anforderungen an natürlichen Alkoholgehalt und Höchstertrag genügen, dürfen sich Côtes de Bergerac nennen. Neben den allgemeinen Appellationen gibt es im Gebiet von Bergerac noch die folgenden Appellationen, die sich auf hervorgehobene Teilbereiche beziehen:
- Pécharmant, bedeutet im Lokaldialekt bezaubernder Berg. Auf 409 ha werden ausschließlich Rotweine aus Malbec, Cabernet Sauvignon und Merlot angebaut. Dank verbesserter Keltertechniken werden hier ausgezeichnete Rotweine mit gutem Potenzial zur Lagerung hergestellt.
- Montravel, bekannt als Weißweingebiet darf es seit 2001 auch seine Rotweine als AOC verkaufen. 378 ha bestockte Fläche
- Rosette, hier entstehen gerade einmal 80.000 Flaschen Wein und ist somit sehr selten anzutreffen.
- Saussignac, auf 98 ha entstehen feine Süßweine, moelleux genannt
- Monbazillac, hier werden große Süßweine im Stile eines Sauternes hergestellt. Die Qualität hängt von der Entwicklung der Edelfäule (Botrytis cinerea) ab. 2500 ha Rebland stehen zur Verfügung.

### Cahors
In Cahors wird als Leitrebe die Malbec neben Merlot und Tannat verwendet. Im 19. Jahrhundert galt dieser Wein als die größte Konkurrenz des Bordeaux, und mittlerweile versuchen einige Betriebe mit Erfolg, an diese Tradition anzuschließen.
Cahors hat seit 1971 den Status einer AOC. Wein wird jedoch schon seit der Besetzung durch die Römer um ca. 50 v. Chr. angebaut. Papst Johannes XXII. ließ in der Nähe seines Amtssitzes von Avignon die Lagen des Châteauneuf-du-Pape durch Winzer des Cahors bewirtschaften. In der Blütezeit waren ca. 20.000 ha mit Reben bepflanzt. Der Befall der Reblaus sowie schwere Fröste im Jahr 1956 sorgten fast für das Aus des Weinbaus. Seither wurden die Bestände wieder vorsichtig erweitert und vorrangig in den Mäandern des Flusses Lot angepflanzt. Heute (im Jahr 2002) stehen wieder 4450 ha Rebland zur Verfügung.

### Côtes-de-Duras, Côtes du Marmandais, Buzet
Die Côtes de Duras sind die natürliche Verlängerung der Bordeauxregion Entre deux mers. Aufgrund der Nähe zum Bordeaux findet man hier die gleichen Rebsorten. Auf 2009 ha werden seit der Anerkennung zur AOC im Jahr 1937 vorrangig mittlerweile gute trockene als auch süße Weißweine ausgebaut. Die Qualität der Rot- und Roséweine hat auch schon sehr gutes Niveau erreicht.
Starke Parallelen zu Bordeaux weisen auch die Weine der weiter südlich im Département Lot-et-Garonne gelegenen Appellation Côtes du Marmandais auf.
In der AOC (seit 1973) Buzet wird auf 1996 ha fast ausschließlich Rotwein hergestellt, obwohl auch Weißwein und Rosé zugelassen sind.

### Côtes-du-Frontonnais
Der Rot- und Roséwein der Côtes du Frontonnais mit den Zentren Fronton und Villaudric ist so etwas wie der Hauswein der Stadt Toulouse. Ihm verleiht die rote Négrette seinen ausgeprägt fruchtigen Charakter. Die Anbaufläche beträgt 2200 ha.

### Gaillac
Das Weinbaugebiet Gaillac liegt am Fluss Tarn im gleichnamigen Département. Ähnlich wie Cahors ist dieses Gebiet gleich weit von Mittelmeer und Atlantik entfernt. Seit 1938 gibt es eine AOC für Weißwein, seit 1970 wurden auch Rotwein und Rosé mit aufgenommen. Insgesamt 3730 ha Rebland sind in dieser Appellation bestockt, 73 Gemeinden teilen sich diesen Bestand. Autochthone Rebsorten spielen eine große Rolle: Die Basis für Weißweine ist entweder der Mauzac oder der Len de l’El, in die Rotweine fließen Duras und der Braucol genannte Fer Servadou ein.

### Gascogne
Das Weinbaugebiet Gascogne trägt eine geschützte Herkunftsbezeichnung, überwiegend im Département Gers gelegen und teilweise in den Departements Landes und Lot-et-Garonne, es produziert:
- Armagnac, einen Brandy (Weinbrand)
- Côtes de Gascogne, hauptsächlich als Vin de Pays klassierter weißer Landwein

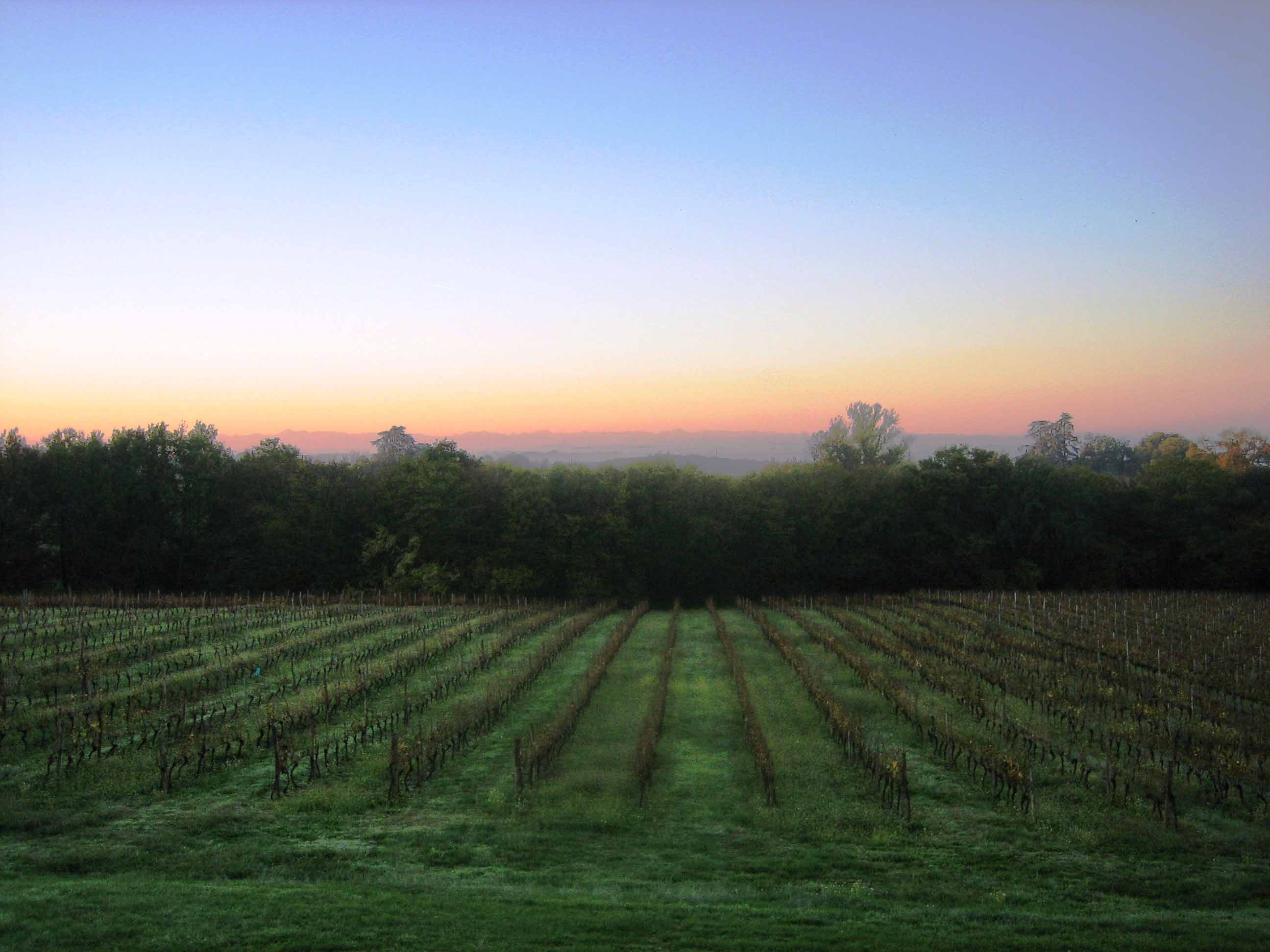
Weinfelder der Côtes de Gascogne bei Castelnau-d’Auzan

- Floc de Gascogne, einen Aperitif

### Irouléguy
Im äußersten Südwesten Frankreichs wächst am Fuß der Pyrenäen der rote Irouléguy, der Wein des französischen Baskenlandes.

### Jurançon
Der Jurançon ist ein rassiger, langlebiger Weißwein, der trocken oder süß ausgebaut werden kann.

### Madiran bzw. Pacherenc du Vic-Bilh
In Madiran dominiert die Tannat-Rebe, die mächtige, tanninstarke Rotweine mit langer Lagerungsfähigkeit hervorbringt. Im Jahr 2002 waren 1410 ha mit den roten Rebsorten bestockt. Der Tannat wird häufig mit Cabernet Sauvignon oder Cabernet Franc verschnitten.
Die Weißweine des gleichen Gebiets heißen Pacherenc du Vic-Bilh und werden aus den Rebsorten Arrufiac, Petit und Gros Manseng, Courbu, Sauvignon Blanc und Sémillon gekeltert. Die Weine sind sehr reich an verschiedenen Aromen wie Mandel, Haselnuss und tropischen Früchten und werden gerne in der trockenen Form als Aperitifwein gereicht. Daneben werden auch süße Weine angebaut.

### Tursan
Im Bereich Tursan (27 Dörfer, 280 ha Rebfläche) werden süffige Rotweine hergestellt, die eine gute Qualität bei gutem Preis-Leistungs-Verhältnis aufweisen. Spezialität von Tursan ist jedoch ein Weißwein aus der lokalen Rebsorte Baroque. Tursan hat den Status einer VDQS.